# Julio Linares
Julio Ernesto Linares (Ciudad de Panamá, 7 de agosto de 1930 - Nueva York, 27 de octubre de 1993) fue un diplomático y político panameño.
Se graduó de Licenciado en Derecho y Ciencias Políticas de la Universidad de Panamá y Doctor en Derecho en la Universidad Central de Madrid, España. Hizo entrenamiento de título de Derecho y la política internacional en la Universidad Internacional de Estudios Sociales en Roma, Italia. Dictó la cátedra de Derecho Internacional Público en la Universidad de Panamá, donde también fue secretario, vicedecano y decano interino.
Fue miembro de la Asamblea Nacional, principal miembro del Consejo Nacional de Asuntos Exteriores, Presidente de la Junta Directiva del Instituto de Vivienda y Urbanismo y la Junta de Control de Juegos, Ministro Consejero de la Delegación Permanente de Panamá ante la ONU, el gobernador de Panamá ante el Banco Mundial, el principal representante de Panamá ante el Consejo Económico y Social Interamericano, y en la V Asamblea de Gobernadores del Banco de Interamericano de Desarrollo, fue elegido Presidente de la misma. Fue Ministro de Asuntos Exteriores, el ministro de Hacienda y Tesoro y actuando Ministro de Trabajo y Bienestar Social.
Además, fue socio de la firma de abogados Tapia, Linares y Alfaro, Presidente del Club Unión, el presidente del Partido Nacionalista, Secretario General del Instituto Hispano-Luso - Americano de Derecho Internacional, miembro de la Asociación de Derecho Internacional, la Sociedad Americana de Derecho Internacional, de la Academia panameña de la ley, de la Asociación Nacional de Abogados, el Instituto panameño de Cultura hispánica, de la Sociedad Bolivariana de Panamá, el Instituto Latinoamericano de estudios avanzados, de la Academia panameña de la Historia, de la Asociación Argentina de Derecho Internacional, el club activo 20-30 de Panamá y el club Kiwanis de Panamá.

## Libros
- La Casación Civil en la Legislación Panameña (1968)
- Derecho Internacional Público (1977)
- Tratado concerniente a la Neutralidad Permanente y al funcionamiento del Canal de Panamá (1983)
- Enrique Linares en la Historia Política de Panamá (1869-1949) – Calvario de un pueblo por afianzar su soberanía (1989).

- Datos: Q6309384